# Verbena simplex
Verbena simplex — вид трав'янистих рослин родини Вербенові (Verbenaceae), поширений у Канаді, США й пн.-зх. Мексиці.

## Опис
Листки протилежні, прості, поля зубчасті. Квіти від синього до фіолетового забарвлення, 5-пелюсткові. Довжина плодів 2.4–2.8 мм.

## Поширення
Поширений у Канаді й США й пн.-зх. Мексиці.